# Schlesische Technische Universität
Die Schlesische Technische Universität (polnisch Politechnika Śląska) ist ein Polytechnikum in der polnischen Woiwodschaft Schlesien mit Sitz in Gliwice (Gleiwitz).

## Geschichte
Erste Überlegungen zur Gründung einer Schlesischen Technischen Hochschule wurden in den 1920er Jahren vom Schlesischen Parlament zusammen mit dem Woiwoden Michał Grażyński angestellt. Am 31. März 1930 wurde dann in Katowice das „Schlesisches technisches und wissenschaftliches Werk“ gegründet, aus dem dann später die Schlesische Technische Universität hervorgehen sollte.
Nach Ende des Zweiten Weltkriegs wurde am 24. Mai 1945 die Schlesische Technische Universität mit den vier Fakultäten Elektrotechnik, Metallurgie, Ingenieurwissenschaften und Bauingenieurwesen sowie Maschinenbau gegründet.
Durch die aus der Westverschiebung Polens resultierende Zwangsumsiedlung von Polen hielten sich viele Professoren der ehemaligen Technischen Universität Lemberg in Krakau auf. Anfang 1945 wurde in Krakau die Polytechnische Abteilung der AGH-Universität für Wissenschaft und Technologie gegründet. Die Fakultäten für Maschinenbau, Elektrotechnik und Ingenieurwesen wurden nach Gründung der Schlesischen Universität von Krakau nach Gleiwitz verlegt.

## Gliederung
Die TU besteht aus 13 Fakultäten und einem Forschungs- und Lehrzentrum, die an drei Standorten disloziert sind.
Standort Gliwice
- Fakultät für Architektur
- Fakultät für Automatisierungstechnik, Elektrotechnik und Informatik
- Fakultät für Bauingenieurwesen
- Fakultät für Chemische Technologie, Chemieingenieurwesen und Chemie
- Fakultät für Elektrotechnik
- Fakultät für Bergbau, Sicherheitstechnik und Industrieautomatisierung
- Fakultät für Umwelt- und Energietechnik
- Fakultät für Angewandte Mathematik
- Fakultät für Maschinenbau
- Institut für Physik – Wissenschafts- und Lehrzentrum der Schlesischen Technischen Universität

Standort Kattowitz
- Fakultät für Materialwissenschaft und Werkstofftechnik
- Fakultät für Verkehrs- und Luftfahrttechnik

Standort Zabrze
- Fakultät für Organisation und Management
- Fakultät für Biomedizinische Technik
- Fakultät für Organisation und Management

## Gebäude
Zwei bekannte Gebäude der Universität sind das Rote und das Graue Chemiegebäude.

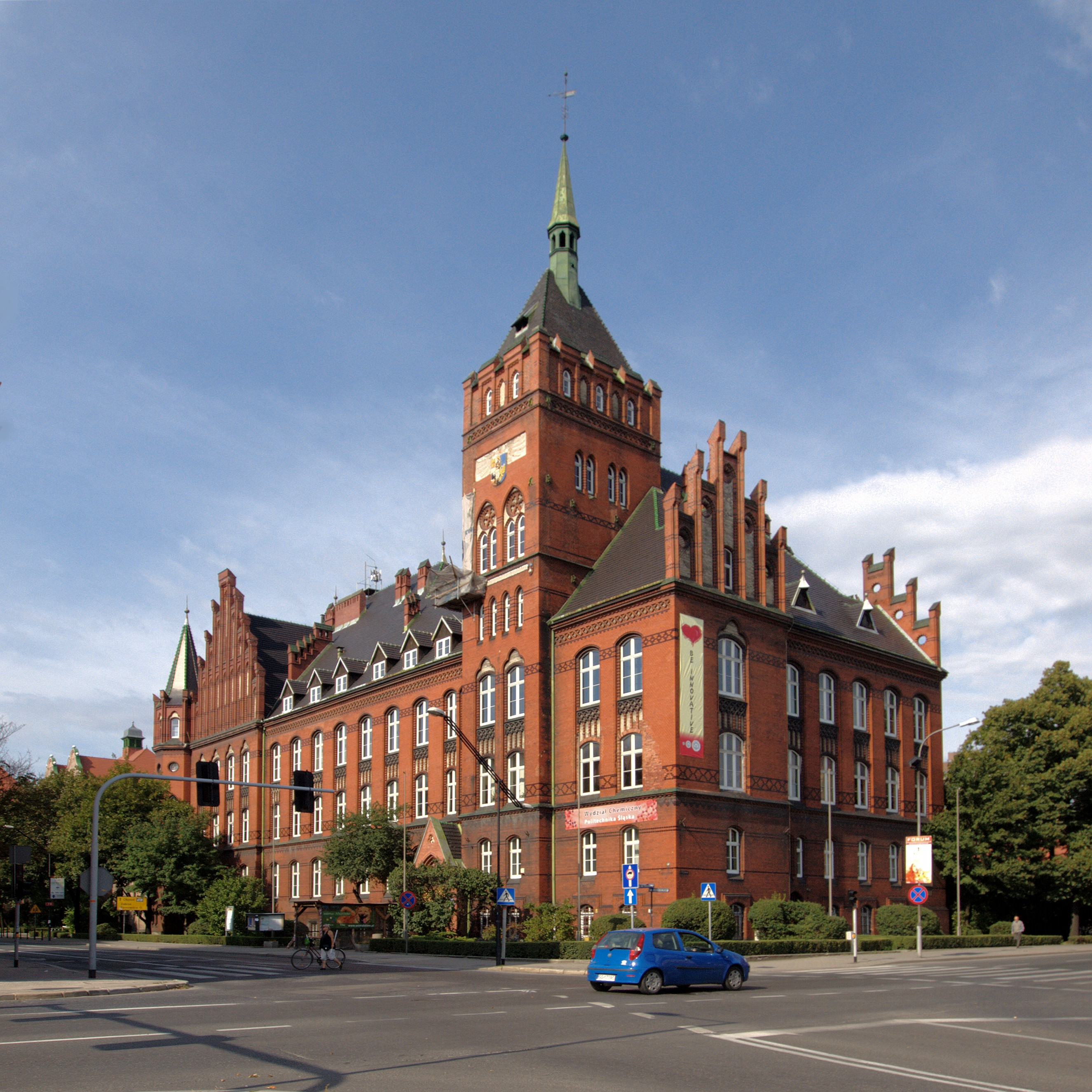
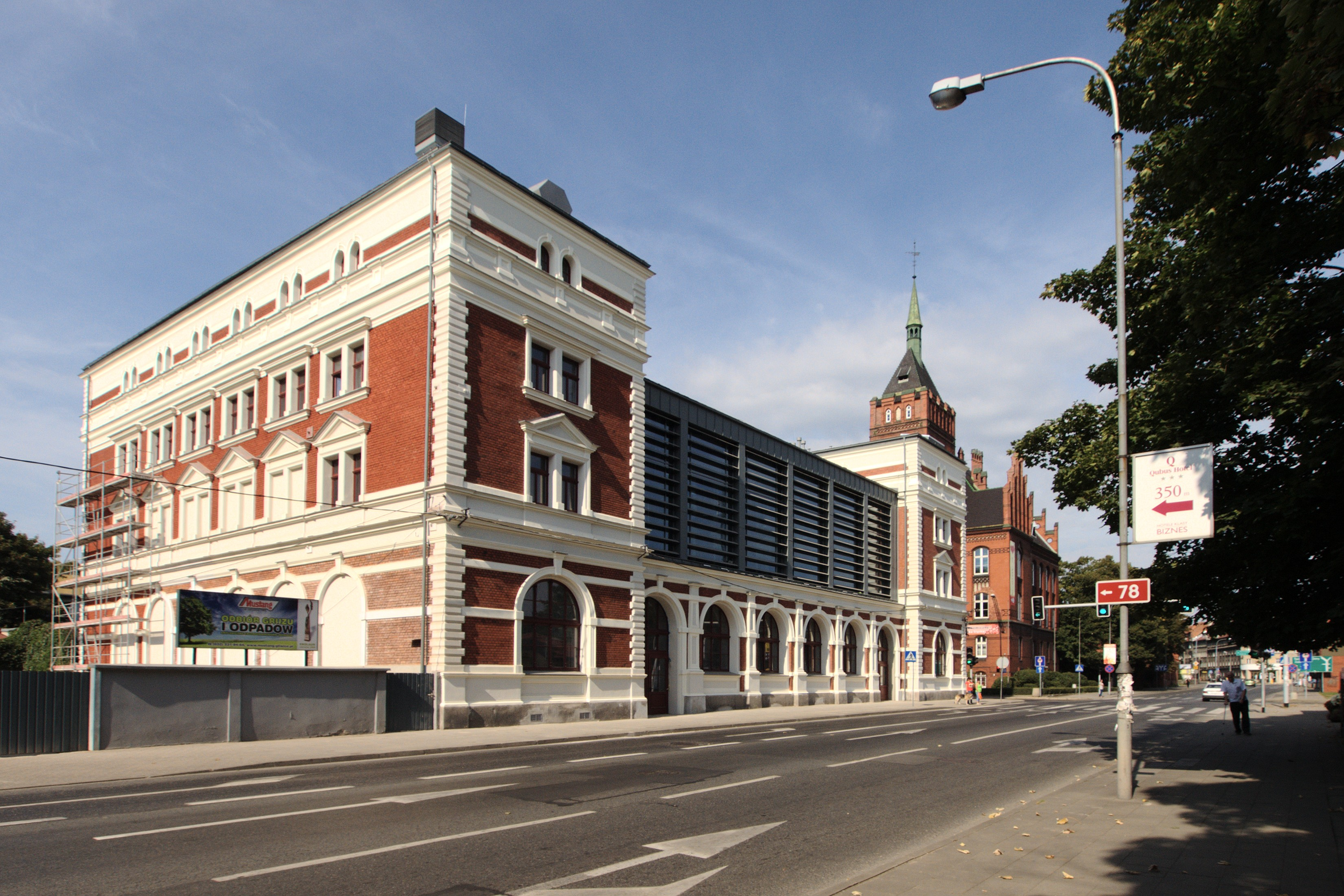